# Moctezuma I
Moctezuma I (også kendt som Moctezuma Ilhuicamina, hvor efternavnet betyder "bueskytte mod himlen") var en aztekisk regent i byen Tenochtitlan.
Moctezuma udvidede det aztekiske riges grænser ud over México-dalen til golf-kysten. Han undertvang de huastekiske og totonakiske folk og fik dermed adgang til eksotiske varer såsom kakao, gummi, bomuld, frugt, fjer og konkylier.
Han tog magten i 1440 som efterfølger til Itzcóatl og blev efterfulgt af Axayacatl.